# Allactaga
Allactaga là một chi động vật có vú trong họ Dipodidae, bộ Gặm nhấm. Chi này được F. Cuvier miêu tả năm 1836. Loài điển hình của chi này là Mus jaculus Pallas, 1778 (= Dipus sibericus major Kerr, 1792); see comments below.

## Hình ảnh

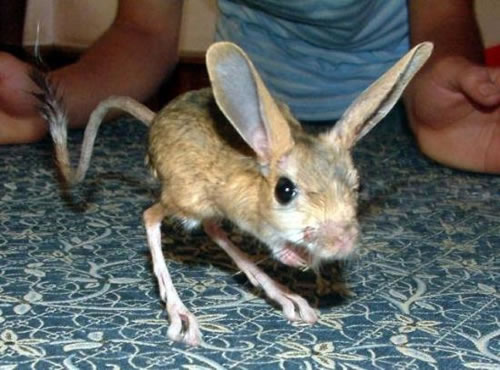
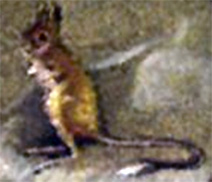
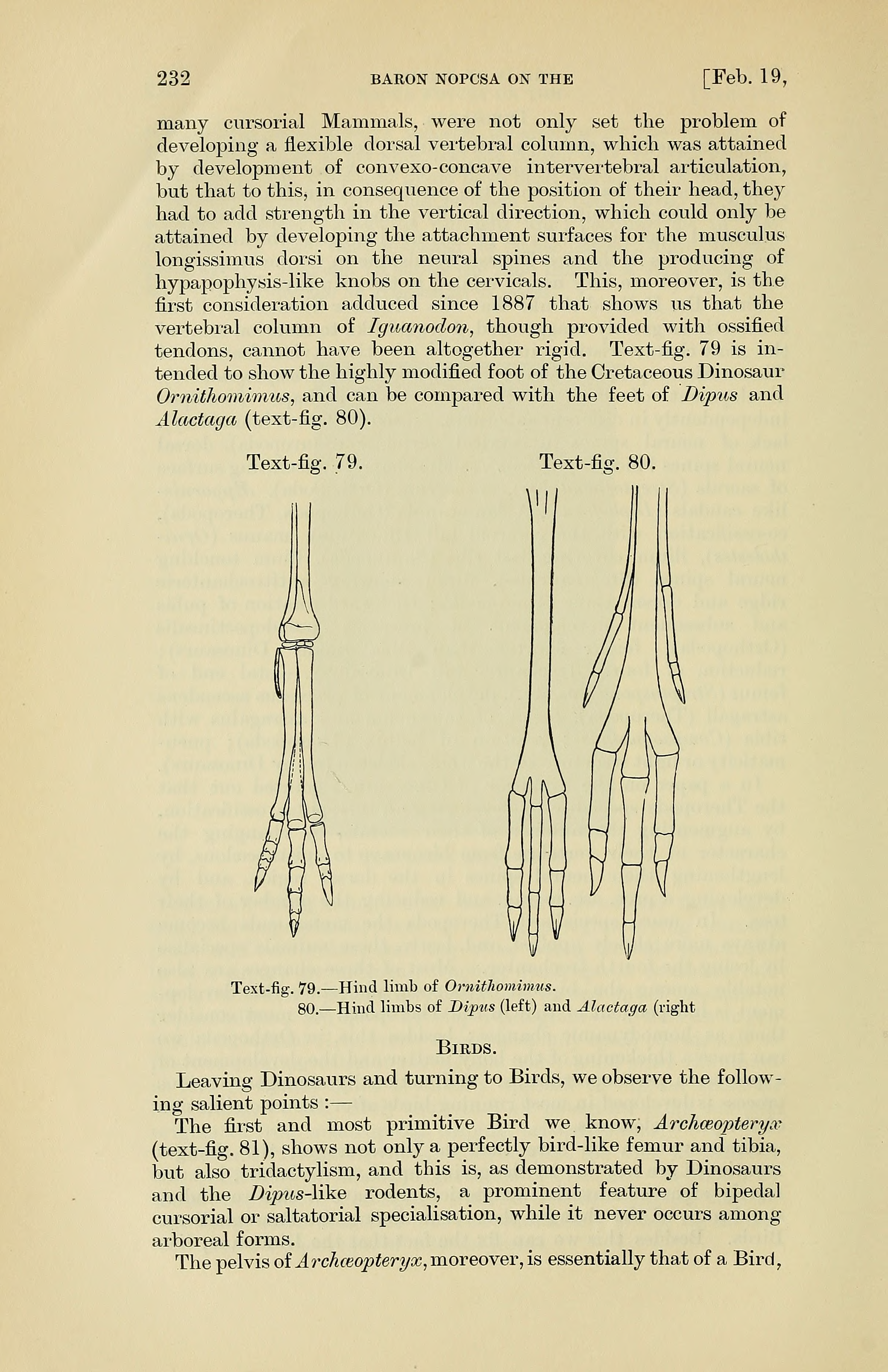

## Các loài
Chi này gồm các loài: